# OpenID Connect
OpenID Connect (OIDC) est une simple couche d'identification basée sur OAuth 2.0, un dispositif d'autorisation. Ce standard est géré par la fondation OpenID.

## Description
OpenID Connect est une simple couche d'identification basée sur le protocole OAuth 2.0, qui autorise les clients à vérifier l'identité d'un utilisateur final en se basant sur l'authentification fournie par un serveur d'autorisation, en suivant le processus d'obtention d'une simple information du profil de l'utilisateur final. Ce processus est basé sur un dispositif interopérable de type REST. En termes techniques, OpenID Connect spécifie une interface HTTP RESTful, en utilisant JSON comme format de données.
OpenID Connect permet à un éventail de clients, y compris web, mobiles et JavaScript, de demander et recevoir des informations sur la session authentifiée et l'utilisateur final. Cet ensemble de spécifications est extensible, supporte des fonctionnalités optionnelles telle le chiffrement des données d'identité, la découverte dynamique de fournisseurs OpenID et la gestion de sessions.

## Adoption
Plusieurs entreprises utilisent OpenID Connect tel Google, Microsoft, Ping Identity, Deutsche Telekom, salesforce.com, Trustelem..
L'Etat français l'utilise aussi dans son dispositif d'authentification et d'identification universel FranceConnect.